# Azoia
Azoia ist ein Ort und eine ehemalige Gemeinde (Freguesia) im portugiesischen Kreis Leiria. Die Gemeinde hatte 2277 Einwohner (Stand 30. Juni 2011).
Am 29. September 2013 wurden die Gemeinden Azoia und Parceiros zur neuen Gemeinde União das Freguesias de Parceiros e Azoia zusammengeschlossen.